# Zwieri
Zwieri (ros. Звери) – rosyjska grupa muzyczna, powstała w 2001 roku.

## Muzycy
Obecny skład zespołu
- Roman Biłyk (Roma Zwierʹ) – wokal, gitara, gitara rytmiczna, producent
- Maksim Leonow – gitara prowadząca, gitara basowa
- Aleksiej Lubczik – gitara basowa
- Wiaczesław Zarubow – instrumenty klawiszowe
- Michaił Krajew – perkusja

Byli członkowie zespołu
- Konstantin Łabiecki – gitara basowa
- Kiriłł Antonienko – instrumenty klawiszowe
- Władimir Choruży – gitara
- Andriej Gusiew (Gustow)

## Dyskografia

### Albumy
- 2003 – Голод (Gołod)
- 2004 – РайоныКварталы (Rajony kwartały)
- 2006 – Когда мы вместе, никто не круче (Kogda my wmiestie, nikto nie krucze)
- 2008 – Дальше (Dalsze)
- 2009 – Акустика (Akustika) – album koncertowy
- 2011 – Музы (Muzy)
- 2014 – Один на один (Adin na adin)